# Bronisław Pasierb
Bronisław Pasierb (ur. 22 kwietnia 1934 w Nowym Siole k. Zbaraża) – polski historyk, profesor nauk humanistycznych, nauczyciel akademicki Uniwersytetu Wrocławskiego i Uniwersytetu Zielonogórskiego.

## Życiorys
W 1940 wraz z rodziną został deportowany na Syberię. Przeżył tam sześć lat w nieludzkich warunkach. Do Polski powrócił w 1946 roku. W 1958 ukończył studia na Uniwersytecie Wrocławskim. Obronił pracę doktorską, następnie habilitował się na podstawie dorobku naukowego i pracy. W 1978 nadano mu tytuł profesora w zakresie nauk humanistycznych. Pracował w Instytucie Politologii na Wydziale Humanistycznym Uniwersytetu Zielonogórskiego, oraz w Instytucie Politologii na Wydziale Nauk Społecznych Uniwersytetu Wrocławskiego.
Był członkiem Komitetu Nauk Politycznych Polskiej Akademii Nauk.

## Wybrane publikacje
- 1974: Tworzyliśmy cząstkę nowej Polski : wspomnienia dolnośląskich działaczy PPR : 1945-1948[1]
- 1982: Historia polityczna Polski odrodzonej : 1918-1980 : (wybór materiałów i dokumentów). Cz. 2, 1939-1945 / Centralny Ośrodek Metodyczny Studiów Nauk Politycznych ; wyboru dokonał Bronisław Pasierb[1]
- 1986: Polska myśl polityczna okresu drugiej wojny światowej wobec Niemiec[1]
- 1990: Polska myśl polityczna okresu II wojny światowej wobec Niemiec[1]